# (3505) Byrd
(3505) Byrd est un astéroïde de la ceinture principale.

## Description
(3505) Byrd est un astéroïde de la ceinture principale. Il fut découvert le 9 janvier 1983 à la station Anderson Mesa par Brian A. Skiff. Il présente une orbite caractérisée par un demi-grand axe de 3,01 UA, une excentricité de 0,12 et une inclinaison de 9,1° par rapport à l'écliptique.

## Compléments